# Satz vom Widerspruch
Der Satz vom Widerspruch oder Satz vom ausgeschlossenen Widerspruch besagt, dass zwei einander in derselben Hinsicht widersprechende Aussagen nicht zugleich zutreffen können. Im Lauf der Philosophie- und Wissenschaftsgeschichte und von unterschiedlichen theoretischen Standpunkten wurde der Satz vom Widerspruch auf unterschiedliche Arten von Gegensätzen bezogen und wurde in unterschiedlicher Weise als ontologisches, erkenntnistheoretisches oder logisches Prinzip verstanden.

## Logik
In der Logik wird der Satz vom Widerspruch oft, in der modernen formalen Logik immer, auf eine Aussage und deren Satzverneinung bezogen. Hier besagt der Satz, dass eine Aussage nicht gleichzeitig mit ihrem Gegenteil (ihrer Satzverneinung) zutreffen kann. Es ist also zum Beispiel nicht möglich, dass die Erde gleichzeitig eine Scheibe ist und dass es nicht der Fall ist, dass die Erde eine Scheibe ist.
In der Aussagenlogik wird dieser Satz durch die Formel
{\displaystyle \neg (A\wedge \neg A)}
Wörtlich: Es ist nicht der Fall („¬“), dass die Aussage 'A' zutrifft und („∧“) dass die Aussage 'nicht („¬“) A'  zutrifft.
ausgedrückt.
Der Satz vom Widerspruch ist ein Grundprinzip der Logik. Es gibt jedoch auch logische Systeme, etwa die Parakonsistente Logik, in denen der Satz vom Widerspruch nicht gilt.

## Philosophie
In der Philosophie ist der Satz vom Widerspruch (auch Widerspruchsprinzip oder Nicht-Widerspruchsprinzip genannt) eine der wichtigsten Aussagen der Erkenntnistheorie und der traditionellen Logik, wo er als eines der Gesetze des Denkens gilt; teilweise wird er auch als ontologisches Prinzip betrachtet. Aristoteles formuliert in seiner Metaphysik:

„Doch das sicherste Prinzip von allen ist das, bei dem eine Täuschung unmöglich ist […] Welches das aber ist, wollen wir nun angeben: Denn es ist unmöglich, dass dasselbe demselben in derselben Beziehung zugleich zukomme und nicht zukomme. […] Doch wir haben eben angenommen, es sei unmöglich, dass etwas zugleich sei und nicht sei.“

In der Dialektik von Hegel und Marx wird der Begriff Widerspruch anders definiert und benutzt als der Ausdruck Kontradiktion der modernen Logik. Die Dialektik geht von dem Prinzip des durchzuhaltenden Widerspruchs aus. Der Philosoph Karl Popper kritisiert diesen dialektischen Ansatz, weil er den Satz vom Widerspruch außer Geltung setze.

## Theologie
In der Enzyklika Fides et ratio von Papst Johannes Paul II. wird der Satz vom Widerspruch unter der Bezeichnung „Prinzip von der Non-Kontradiktion“ zu dem Kern philosophischer Erkenntnisse gerechnet, die in der Geschichte des Denkens ständig präsent seien. Dieser Kern stelle so etwas wie ein geistiges Erbe der Menschheit dar. Diese Kernbestandteile einer „impliziten Philosophie“ würden – wenngleich eventuell in undeutlicher, unreflektierter Form – von allen geteilt und sollten nach Meinung des Papstes einen Bezugspunkt der verschiedenen philosophischen Schulen darstellen. Siehe dazu auch Philosophia perennis.

## Diskussion des Satzes
Der Satz vom Widerspruch wird – insbesondere von den Realisten – zu den Evidenzen gezählt. Dies sind die ersten Wahrheiten bzw. Grundwahrheiten, auf denen alle anderen Wahrheiten aufbauen bzw. die von jeder anderen Einzelwahrheit impliziert werden. Am Satz vom Widerspruch zeigt sich die Unbeweisbarkeit und Unwiderlegbarkeit der Evidenzen besonders deutlich. Jeder Versuch, ihn zu beweisen bzw. zu widerlegen, würde ihn immer schon voraussetzen, weil jede Aussage bzw. jedes Argument ja sich und nicht sein Gegenteil vermitteln soll.
Auch für die analytischen Urteile bei Immanuel Kant gilt der Satz vom Widerspruch. Die Aussage: „Ein Körper ist ausgedehnt“ ist „analytisch“, weil der Begriff des Ausgedehnten bereits in dem Begriff des Körpers enthalten ist. Die analytische Erkenntnis ist eine reine Zergliederung von Erkenntnissen oder Begriffen. Im Gegensatz dazu stehen synthetische Urteile, bei denen der Inhalt eines Begriffs oder einer Erkenntnis erweitert wird, z. B.: „Der Körper ist rot.“ Auch hier greift jedoch der Satz vom Widerspruch, weil der Körper nicht zugleich und in derselben Beziehung rot ist und nicht rot ist. Die analytische Wahrheit gründet letztlich im Satz vom Widerspruch (Ernst Tugendhat/Ursula Wolf).